# (3440) Stampfer
(3440) Stampfer es un asteroide perteneciente al cinturón de asteroides, descubierto el 17 de febrero de 1950 por Karl Wilhelm Reinmuth desde el Observatorio de Heidelberg-Königstuhl, Alemania.

## Designación y nombre
Designado provisionalmente como 1950 DD. Fue nombrado Stampfer en honor al matemático y topógrafo austriaco Simon von Stampfer.